# MorphOS

Развитие AmigaOS и совместимых систем

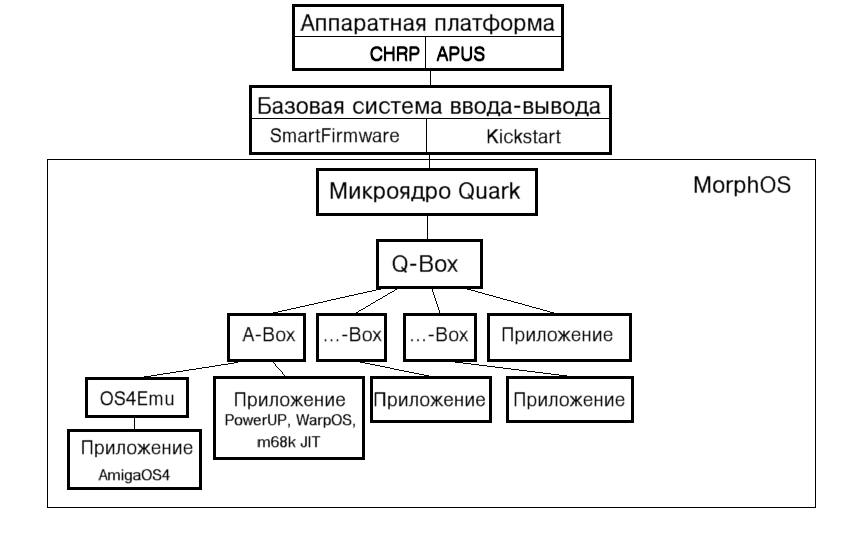
Структура ОС MorphOS

MorphOS — проприетарная многозадачная операционная система (ОС), предназначенная для линейки процессоров PowerPC.  

## Создание
Происхождение операционной системы уходит корнями в 1995 год, когда компания Phase5 озвучила собственный план обновления парка ПК Amiga, путём миграции на архитектуру PowerPC. (Аналогичное решение приняла Apple Computer для своих ПК Macintosh.) Также существовала необходимость создания новой операционной системы, совместимой с приложениями для классической AmigaOS (m68k). Проект начал в 1999 году независимый германские разработчики Ральф Шмидт и Франк Марьяком, и на данный момент проект развивается при поддержке корпорации Genesi. Релиз MorphOS 1.0 для ПК Pegasos состоялся летом 2002 года, оставив таким образом за спиной 7 лет длительного перехода с процессоров m68k на процессоры PowerPC.

## Архитектура
Основой MorphOS является микроядро Quark (англ.).
Микроядро Quark предполагает систему боксов (Box), позволяющих включать API с абсолютно различными характеристиками в одну ОС. Для того, чтобы иметь максимум программ к моменту своего выхода, MorphOS уже содержала A-Box — программную прослойку, обеспечивающую совместимость с API AmigaOS 3.1. Таким образом, тысячи программ уже работают под MorphOS. В будущем разработчики планируют добавить прослойку Q-Box, обеспечивающую защиту памяти и поддерживающую параллельную работы нескольких процессоров (аппаратных процессорных ядер), виртуальную память и отслеживание ресурсов. Также предполагается, что этот слой позволит одновременно выполнять прикладные программы, написанные для разных ОС (прежде всего BSD, и, возможно, Mac OS X) в одной среде. Эти свойства подчёркнуты в названии операционной системы: Morph  (англ.) — означает «изменяющаяся», «подвижная». Также это отразилось и на логотипе: графическим символом ОС является бабочка Blue Morpho butterfly (Morpho menelaus). Также широко используются логотипы, содержащие комбинацию названия ОС и изображения бабочки.
MorphOS допускает исполнение как предназначенного для MorphOS кода, так и кода для WarpOS, PowerUP и AmigaOS 68k. В MorphOS могут выполняться только «системные» приложения для AmigaOS (то есть программы, которые не используют чипсет классической Amiga: OCS, ECS или AGA). Программы, использующие чипсет, можно исполнять в среде эмулятора UAE, регулярно обновляемого для MorphOS.
Вплоть до версии 1.4.5 не были реализованы:
- поддержка технологии AltiVec;
- прослойка Q-Box;
- стек протоколов TCP/IP;
- поддержка 1GB Ethernet, Firewire.

В сравнении со старыми версиями, MorphOS 2.0 претерпела ряд изменений:
- появился стек сетевых протоколов TCP/IP «NetStack»;
- изменилась система управления оперативной памятью. Вместо прежней системы, доставшейся в наследство от AmigaOS и использовавшейся вплоть до версии 1.4.5, реализована система управления TLSF, характеризующаяся малым заданным временем отклика и уменьшенной фрагментацией ОЗУ;
- поддерживается набор инструкций AltiVec;
- появилась поддержка 64-битной архитектуры в файловой системе Smart File System (SFS);
- вместо браузера «Voyager» в комплекте поставляется браузер «Sputnik»;
- для ускорения работы графического интерфейса используются возможности ускорителей трехмерной графики;
- поддерживаются полтора десятка языков, включая русский;
- добавлена возможность выбора загрузочного раздела (как в AmigaOS);
- обновлены USB-стек «Poseidon» и MUI.

Кроме упомянутых выше и неупомянутых здесь изменений и дополнений, существует ещё одно изменение, вызвавшее жаркие споры среди пользователей — MorphOS стала платной.
Последовавшая двумя месяцами позднее версия 2.1 не имеет радикальных отличий от предыдущей версии и содержит в основном исправления ошибок (в том числе — снижавших стабильность работы ОС на платформе Efika) и небольшие обновления.
В версии 2.2 также продолжена линия на оптимизацию и исправление ошибок и добавлено новый функционал — для шифрования дисков. Для видеокарт на основе процессора ATI Radeon по умолчанию включена функция ускорения ГИП аппаратными средствами ускорителя трёхмерной графики.
В версии 2.3, помимо исправлений ошибок и оптимизации, вновь сменился браузер — теперь в комплекте поставляется Orygin Web Browser (OWB). Также, в рамках подготовки к выпуску MacMini-версии MorphOS появилась поддержка файловой системы HFS+ и утилита для расширения функциональности однокнопочной мыши (имитация правой кнопки).
Основное отличие версии 2.4 от предыдущих — поддержка компьютеров MacMini на базе процессоров PowerPC.
В версии 3.0 добавлена поддержка ряда ноутбуков Apple PowerBook. Цена ОС зависит от аппаратной платформы, для которой она регистрируется.
В версии 3.2 появилась поддержка рабочих станций Power Mac G5, ноутбуков iBook G4, расширен список совместимых моделей PowerBook G4. Также улучшена поддержка сетевых интерфейсов, появилась поддержка беспроводных сетей и сбор сетевой статистики, добавились VNC- и RDP-клиенты. К моменту выхода версии 3.2 число зарегистрированных пользователей превысило 2000. По данным регистрации MorpOS наиболее популярна у пользователей Mac Mini (37 %) и Pegasos 2 (25 %).
В версии 3.3 основной упор был сделан на повышение скорости эмуляции и улучшение совместимости со старым ПО для классической Amiga, были исправлены ошибки обнаруженные с момента выхода версии 3.2.

## Составляющие MorphOS
- Ambient — рабочий стол наподобие Workbench в AmigaOS, Wanderer в AROS или Windows;
- Cybergraphics — поддержка стандарта RTG (управляемый вывод изображений на любое число видеоустройств);
- TinyGL — открытый вариант API, совместимого с OpenGL;
- RAVE — открытый вариант API, совместимого с Warp3D;
- MUI — объектно-ориентированный интерфейс для приложений AmigaOS и MorphOS;
- PowerSDL — реализация Simple DirectMedia Layer (SDL);
- Trance JIT — эмулятор, исполняющий код процессоров m68k в реальном времени, транслируя его в код PowerPC;
- Q-Box — управление функциями операционной системы на низком уровне. Дальнейшая разработка в настоящее время заморожена;
- A-Box — PowerPC API, обеспечивающее совместимость с приложениями AmigaOS (аналогично AROS для x86). Развитие этой «песочницы» является приоритетным.

## Аппаратные требования
MorphOS работает как на компьютерах, основанных на материнской плате Pegasos, так и на классических компьютерах Amiga, оборудованных PPC-акселераторами. Кроме того, MorphOS также существует для MobileGT и ряда плат, производимых Freescale Semiconductor.
MorphOS 2.х также поддерживает платформу Efika, а начиная с версии 2.4 — компьютеры Mac mini на базе процессоров PowerPC.
Начиная с версии 2.6 MorphOS поддерживает компьютеры серии PowerMac.
MorphOS 3.x в значительной степени нацелена на расширение поддержки PPC-совместимых компьютеров. Например, список совместимости в MorphOS 3.9 по платформам выглядит так:
- Amiga PPC: Pegasos 1 & 2, EFIKA, Sam460, ACube AmigaOne 500
- Mac PPC: eMac, iBook G4, PowerBook G4, Mac mini G4, Power Mac G4, Power Mac G5, PowerMac Cube